# Juan de Dios Falcó Rico
Juan de Dios Falcó Rico (L'Alguenya, 11 de març de 1945) és un polític valencià, diputat a les Corts Valencianes en la VI i VII legislatures.

## Biografia
Treballà com a tècnic de calçat i milita a la UGT de la qual ha estat secretari de Relacions Institucionals de la secció del Vinalopó de 1984 a 1987. Amb el PSPV-PSOE fou escollit regidor d'Elda a les eleccions municipals espanyoles de 1987, 1991, 1995 i 1999.
Fou elegit diputat a les eleccions a les Corts Valencianes de 2003, i ha estat secretari de la Comissió Permanent no legislativa de Drets Humans, Cooperació i Solidaritat amb el Tercer Món (2003-2007). En 2009 va substituir el traspassat José Antonio Godoy García, elegit diputat a les eleccions a les Corts Valencianes de 2007 i fins al a 2011 fou novament secretari d'aquesta comissió permanent.